# Citellophilus lebedewi
Citellophilus lebedewi är en loppart som först beskrevs av Wagner 1933.  Citellophilus lebedewi ingår i släktet Citellophilus och familjen fågelloppor.

## Underarter
Arten delas in i följande underarter:
- C. l. lebedewi
- C. l. princeps